# خبازية
الفصيلة الخُبَّازِيّة أبو طيلون أو لواق(بالإنجليزية: Malvaceae)‏ هي فصيلة نباتية تشمل أكثر من 200 جنس وما يزيد على 2300 نوع أهمها القطن والخبازى والخطمي.

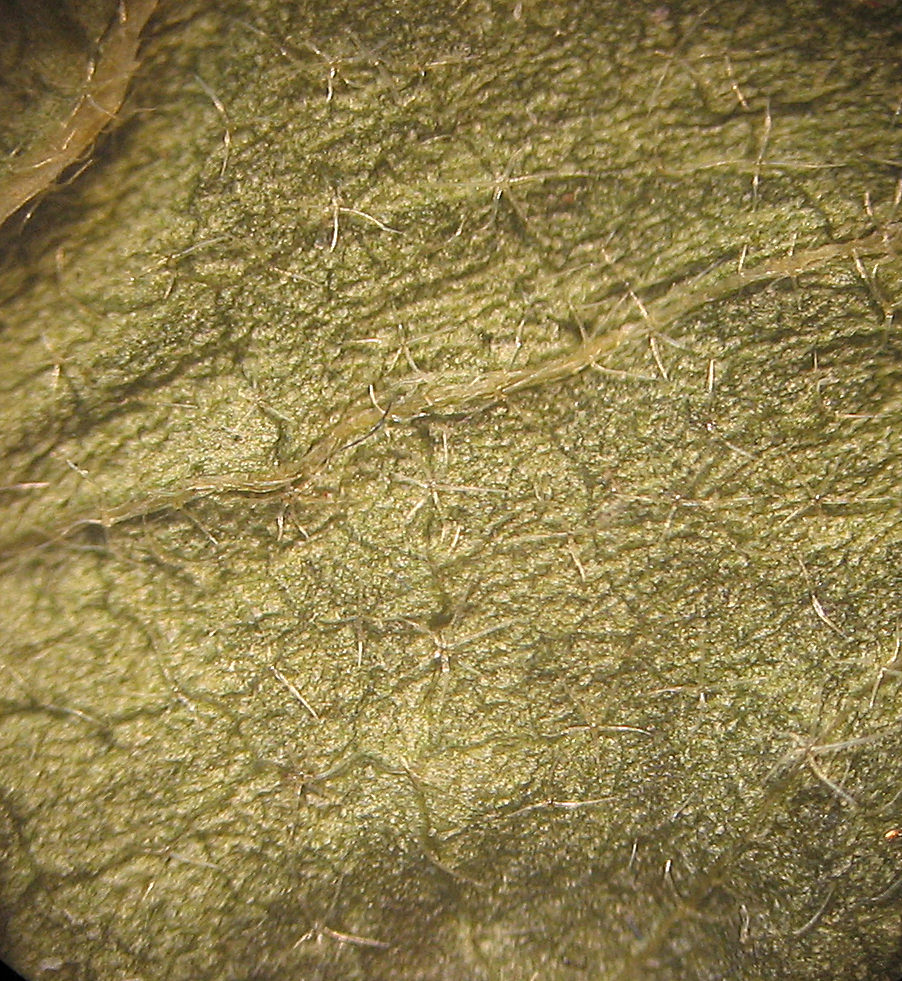
Stellate hairs on the underside of a dried leaf of Malva alcea

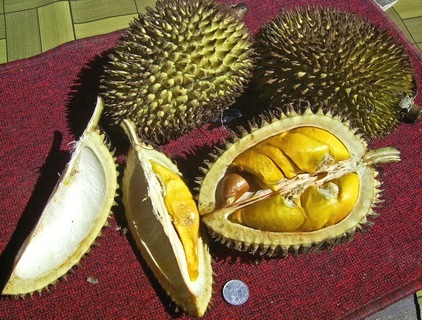
Durian fruits.

## أسر
- الخبازاوات
- البتنراوات
- البمبوقاوات
- النشماوات
- المفتولاوات
- (الاسم العلمي:Brownlowioideae)
- (الاسم العلمي:Dombeyoideae)
- (الاسم العلمي:Sterculioideae)
- (الاسم العلمي:Tilioideae)